# Lorenzo Ricciardi
Lorenzo Ricciardi (* 1930 in Mailand) ist ein italienischer Dokumentarfilmer und Autor.

## Leben
Ricciardi lebte nach unruhiger Jugend (u. a. wurde er im Gefängnis geboren und das Haus seiner Familie niedergebrannt) ein abenteuerliches Leben, in dem er das beim Roulettespiel gewonnene Geld in ein Boot investierte, mit dem er vor afrikanischen Gewässern segelte.
Ricciardi drehte einige Dokumentarfilme über Afrika, war jedoch zwischen 1959 und 1974 auch an einigen Werken mit fiktiver Handlung an exotischen Orten beteiligt. So schrieb er u. a. am Drehbuch für Le orientali von Siro Marcellini und war Regieassistent bei Gian Luigi Polidoros Le svedesi. 1961 inszenierte er den selbstgeschriebenen Venere creola.
Ricciardi heiratete 1956 die Fotografin Mirella Ricciardi, die auch bei seinem 1956 in Ostafrika entstandenen Film die fotografische Leitung übernahm und mit der er mehrere Bücher veröffentlichte. Der Ehe entsprangen zwei Töchter. Das Paar lebt in London und Italien.

## Filmografie
- 1960: Die Schwedinnen (Le svedesi) (Regieassistent)
- 1961: Palmen, Meer und stolze Hähne (Venere creola) (Regie, Drehbuch)
- 1969: Sklaven ihrer Triebe (Top Senation) (Drehbuch)
- 1975: Der letzte Schrei des Dschungels (Ultima grida della savanna) (Technische Leitung)

## Schriften
(Mit Mirella Ricciardi)
- 1981: Voyage of the „Mir El Lah“
- 1989: African Rainbow: Across Africa by Boat
- 1989: Auf Sindbads Spuren. Dhau-Fahrt durch arabische Gewässer. ISBN 3-89405-044-6